# Alzen (Monschau)
Alzen ist ein Teil des Monschauer Stadtteils Höfen.

## Lage
Alzen schließt sich südwestlich an den Ortskern von Höfen an. Die natürliche Grenze bildet eine starke Senkung, deren Hänge zur Höfener Seite „Sief“ und zur Alzener Seite „Kauferberg“ genannt werden.

## Geschichte
Erstmals urkundlich erwähnt wurde ein Hof Alzen als Altzina im Jahr 1444, als der Forstmeister Johann von der Hardt von Herzog Gerhard II. von Jülich-Berg ihn als Lehen erhielt. Dieses Lehen blieb bis ins Jahr 1794 in den Händen der Forstverwaltung. Alzen weist noch wenige landwirtschaftliche Betriebe auf, die im Monschauer Heckenland immer mehr zur Seltenheit werden.

## Sehenswertes

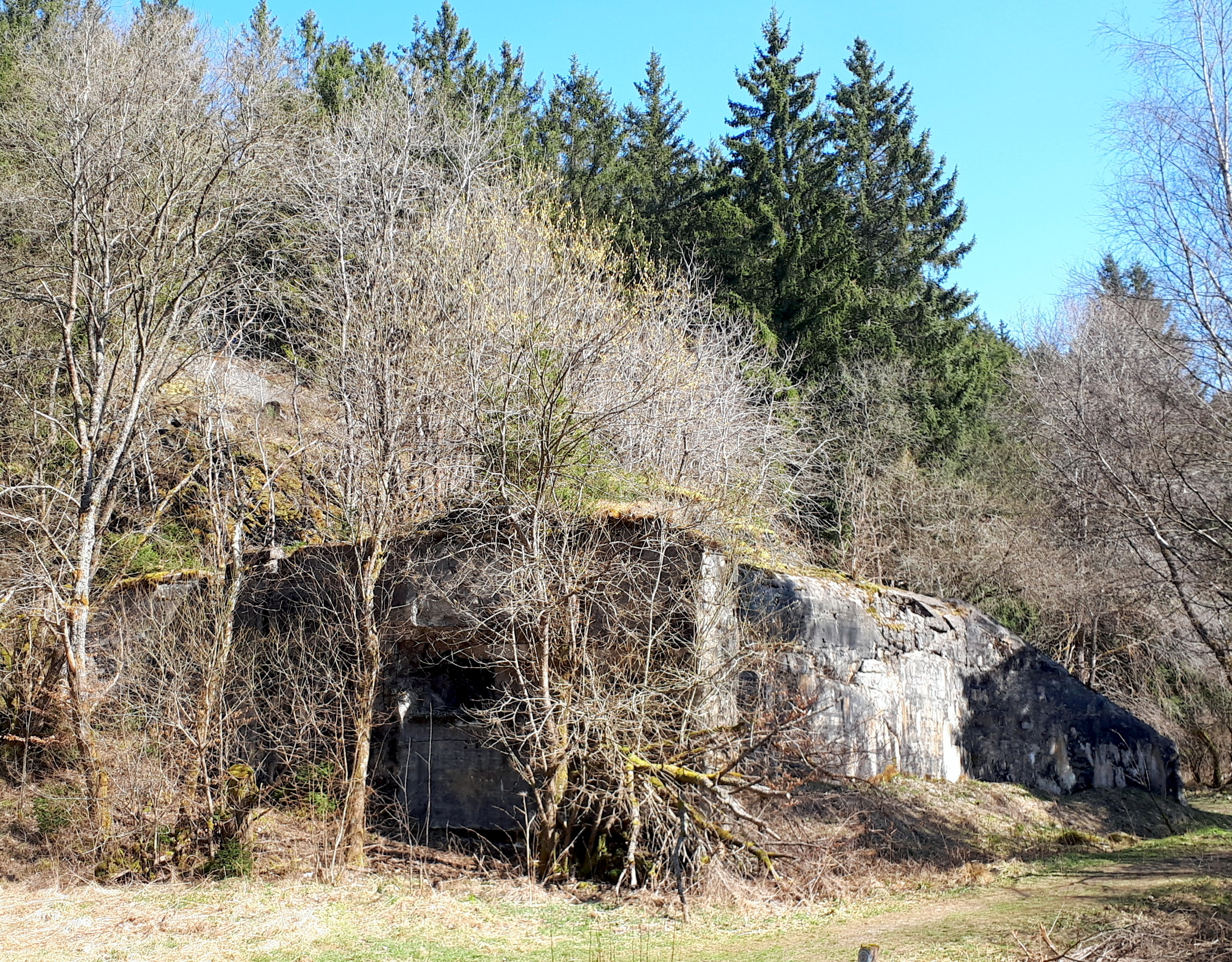
Der Sprengbunker im Fuhrtsbachtal bei Alzen

- Ende März bis Mitte Mai bildet Alzen den Ausgangspunkt für beliebte Narzissenwanderungen in das sich an den Ortsteil anschließende Naturschutzgebiet Perlenbach-Fuhrtsbachtal.
- Visuell geprägt wird Alzen von den typischen Rotbuchen-Hecken, die zum Teil beachtliche Ausmaße von bis zu 9 Meter Höhe erreichen.
- Im Fuhrtsbachtal befinden sich als Reste des Westwall eine Kette von Bunkern aus dem Zweiten Weltkrieg, wovon jedoch nur noch Rückbleibsel zu sehen sind.

## Verkehr
Die AVV-Buslinie 84 der ASEAG verbindet Alzen mit Monschau, Höfen und Imgenbroich. Zusätzlich verkehrt der NetLiner.
| Linie             | Verlauf |
| ----------------- | --- |
| 84                | Monschau Altstadt – Höfen – Alzen – Rohren – Widdau – Imgenbroich |
| NetLiner Monschau | NetLiner: Fährt 30 min. nach der Buchung. Fährt Mo–Fr von 8–12 Uhr und von 15–21 Uhr. Bedient: Monschau Altstadt, Imgenbroich, Konzen, Mützenich, Kalterherberg, Höfen, Alzen, Rohren, und Widdau |